# GVAV in het seizoen 1970/71
Het seizoen 1970/1971 was het 17e en laatste jaar in het bestaan van de Groningse betaaldvoetbalclub GVAV. De club kwam uit in de Nederlandse Eerste divisie en eindigde daarin op de tweede plaats, wat inhield dat het rechtstreeks promoveerde naar de Eredivisie. Tevens deed de club mee aan het toernooi om de KNVB beker, hierin werd de club in de kwartfinale, na verlenging, uitgeschakeld door Fortuna SC (1–2). Na het seizoen ging de club verder als FC Groningen. Bjarne Jensen, die van alle GVAV'ers dat seizoen de meeste competitiegoals (15) maakte, was tevens topscorer van de Eerste divisie.

## Wedstrijdstatistieken

### Eerste divisie
|       | Blauw-Wit | FC Den Bosch '67 | SC Cambuur | D.F.C | Fortuna SC | De Graafschap | Heerenveen | Helmond Sport | Heracles | HVC   | SVV   | Veendam | Vitesse | Wageningen | Willem II |
| ----- | --------- | ---------------- | ---------- | ----- | ---------- | ------------- | ---------- | ------------- | -------- | ----- | ----- | ------- | ------- | ---------- | --------- |
| Thuis | 3 – 0     | 2 – 0            | 0 – 1      | 1 – 0 | 0 – 0      | 0 – 0         | 2 – 1      | 1 – 1         | 2 – 0    | 1 – 0 | 2 – 0 | 0 – 0   | 4 – 0   | 0 – 0      | 5 – 0     |
| Uit   | 0 – 4     | 0 – 0            | 0 – 0      | 0 – 0 | 1 – 0      | 0 – 2         | 0 – 2      | 1 – 1         | 1 – 1    | 0 – 0 | 0 – 1 | 0 – 2   | 1 – 0   | 0 – 1      | 0 – 1     |

### KNVB beker
| 1e ronde                                      | GVAV                                | 2 – 1 (1 – 1)                      | SC Gooiland                         |
| 16 augustus 1970 Plaats: Groningen Oosterpark | Frans Guns 28' Theo Buijs 75'       |                                    | 32' Marcel van der Lugt             |
| 2e ronde                                      | Excelsior                           | 1 – 2 (1 – 1, 1 – 1) Na verlenging | GVAV                                |
| 8 november 1970 Plaats: Rotterdam Woudestein  | Gerrit den Butter 24'               |                                    | 19' Peter Eimers 115' Bjarne Jensen |
| 3e ronde                                      | GVAV                                | 2 – 1 (1 – 0)                      | Holland Sport                       |
| 14 maart 1971 Plaats: Groningen Oosterpark    | Bjarne Jensen 32', 53'              |                                    | 70' Henk Cornelis                   |
| Kwartfinale                                   | Fortuna SC                          | 2 – 1 (0 – 0, 1 – 1)               | GVAV                                |
| 7 april 1971 Plaats: Sittard De Baandert      | John Gubbels 68' Jo Geyselaers 112' |                                    | 78' Henk Cornelis                   |

## Statistieken GVAV 1970/1971

### Eindstand GVAV in de Nederlandse Eerste divisie 1970 / 1971
| Stand | Gespeeld | Gewonnen | Gelijk | Verloren | Punten | Doelpunten voor | Doelpunten tegen |
| ----- | -------- | -------- | ------ | -------- | ------ | --------------- | ---------------- |
| 2e    | 30       | 16       | 11     | 3        | 43     | 38              | 7                |

### Topscorers
| #      | Naam              | Goal |
| ------ | ----------------- | ---- |
| 1.     | Bjarne Jensen     | 15   |
| 2.     | Piet Fransen      | 6    |
| 3.     | Jaap Bos          | 4    |
| 3.     | Peter Eimers      | 4    |
| 5.     | Frans Guns        | 2    |
| 5.     | Henk Oosterwold   | 2    |
| 7.     | Gerard Hijlkema   | 1    |
| 7.     | Harm Roossien     | 1    |
| 7.     | Jan Schipper      | 1    |
| 7.     | Wim Visser        | 1    |
| 7.     | Dick van Vlierden | 1    |
| Totaal | Totaal            | 38   |

| #      | Naam          | Goal |
| ------ | ------------- | ---- |
| 1.     | Bjarne Jensen | 3    |
| 2.     | Theo Buijs    | 1    |
| 2.     | Henk Cornelis | 1    |
| 2.     | Peter Eimers  | 1    |
| 2.     | Frans Guns    | 1    |
| Totaal | Totaal        | 6    |

## Voetnoten
Blauw-Wit ·
FC Den Bosch '67 ·
Cambuur ·
D.F.C. ·
Fortuna SC ·
De Graafschap ·
GVAV ·
Heerenveen ·
Helmond Sport ·
Heracles ·
HVC ·
SVV ·
Veendam ·
Vitesse ·
Wageningen ·
Willem II